# Friedrich Darmstädter
Friedrich Ludwig Wilhelm Darmstädter (* 4. Juli 1883 in Mannheim; † 23. Januar 1957 in Heidelberg) war ein deutscher Landgerichtsrat in Mannheim und Hochschullehrer.

## Leben
Darmstädter war hauptberuflich Landgerichtsrat in Mannheim und strebte nebenberuflich eine Hochschullaufbahn in Heidelberg an. Seit 1928 hatte er einen Lehrauftrag für Rechtsphilosophie an der Universität Heidelberg inne. 1930 folgte die Habilitation an der juristischen Fakultät und die Tätigkeit als Privatdozent. Am 20. April 1933 kam es durch das Gesetz zur Wiederherstellung des Berufsbeamtentums (BBG) zur Beurlaubung Darmstädters. Da er bereits vor August 1914 verbeamtet worden war, wurde gem. § 3 (2) des BBG die Beurlaubung im Juli 1933 zunächst zurückgenommen, im August 1933 jedoch wieder eingesetzt. Am 31. Dezember 1935 kam es zum Entzug der Lehrbefugnis und zur Entlassung aus dem badischen Staatsdienst. 1936 reiste er nach Rom, arbeitete dort mit Giorgio Del Vecchio zusammen und übersetzte dessen Bücher. 1939 kam es nach Entrichtung der Reichsfluchtsteuer zur Emigration über die Schweiz nach Großbritannien. In England konnte er lange Zeit keine Anstellung finden. Erst gegen Ende des Krieges bekam er einen Forschungsauftrag an der University of Cambridge und nahm 1948 die britische Staatsbürgerschaft an. Seit 1949 lehrte er als Lecturer Deutsche politische Theorie und Geschichte an der Universität London. Nach einigen Gastvorträgen wurde er im Juli 1949 zum Honorarprofessor an der Universität Heidelberg ernannt. 1951 kehrte er endgültig nach Heidelberg zurück, wo er noch im Alter von 73 Jahren Vorlesungen abhielt.
Darmstädter wurde auf dem Heidelberger Bergfriedhof bestattet.

## Publikationen (Auswahl)
- Recht und Rechtsordnung : Ein Beitr. zur Lehre vom Willen d. Gesetzgebers. Dr. W. Rothschild, Berlin-Grunewald 1925.
- Das Wirtschaftsrecht in seiner soziologischen Struktur. Dr. W. Rothschild, Berlin-Grunewald 1928.
- Die Grenzen der Wirksamkeit des Rechtsstaates : Eine Untersuchg zur gegenwärt. Krise d. liberalen Staatsgedankens / Fr. Darmstaedter. Carl Winter, Heidelberg 1930.
- Soziale Einheit. Dr. W. Rothschild, Berlin-Grunewald 1930.
- Rechtsstaat oder Machtstaat? : Eine Frage nach d. Geltg d. Weimarer Verfassg. Rothschild, Berlin-Grunewald 1932.
- Germany and Europe : political tendencies from Frederick the Great to Hitler. 1. Auflage. Methuen, London 1945.
- Bismarck and the creation of the Second Reich. 1. Auflage. Methuen, London 1948.